# Kor Mulder van Leens Dijkstra
Kornelis Dirk (Kor) Mulder van Leens Dijkstra (Wier, 24 augustus 1917 – 10 augustus 1989) was de eerste Nederlandse grootmeester correspondentieschaak.
Mulder van Leens Dijkstra is driemaal kampioen correspondentieschaak van Nederland geweest, in 1946, 1947 en 1948 (dat was dus voor de oprichting van de NBC). Hij heeft ook meegespeeld in het Axelson herdenkingstoernooi dat van 1984 tot 1993 gehouden werd: hij eindigde als zesde.
Hij woonde op een boerderij in Friesland waar vele honderden schakers hem in de loop der jaren bezocht hebben: hij had namelijk een fobie en geloofde te zullen sterven zodra hij zijn erf verliet. Mulder van Leens Dijkstra kwam dus nooit onder de mensen en heeft het niet makkelijk gehad al was hij, dankzij de pootaardappelen, een miljonair.
In een interview door Max Pam voor het blad Schaakbulletin wordt onder meer ingegaan op zijn angst voor tijdnood en de muziek waar hij naar luistert als hij analyseert.
Mulder van Leens Dijkstra speelde met wit de volgende openingen:
| Naam                   | winst | verlies | remise | w.p. |
| ---------------------- | ----- | ------- | ------ | ---- |
| Nimzo-Indisch          | 3     | 1       | 2      | 66   |
| geweigerd damegambiet  | 3     | 2       | 0      | 60   |
| Damepion               | 3     | 0       | 0      | 100  |
| Slavisch               | 3     | 0       | 0      | 100  |
| Grünfeld-Indisch       | 2     | 0       | 1      | 83   |
| Koningsindisch         | 1     | 1       | 0      | 50   |
| Hollands               | 2     | 0       | 0      | 100  |
| aangenomen damegambiet | 0     | 0       | 1      | 50   |
| Dame-Indisch           | 1     | 0       | 0      | 100  |
| anders                 | 1     | 0       | 1      | 75   |

Mulder van Leens Dijkstra speelde met zwart de volgende openingen:
| Naam                   | winst | verlies | remise | w.p. |
| ---------------------- | ----- | ------- | ------ | ---- |
| Frans                  | 7     | 3       | 2      | 66   |
| geweigerd damegambiet  | 3     | 2       | 1      | 58   |
| Engels                 | 1     | 1       | 1      | 50   |
| aangenomen damegambiet | 1     | 0       | 0      | 100  |
| Réti                   | 0     | 0       | 1      | 50   |
| anders                 | 1     | 0       | 0      | 100  |